# Litván nyelv
A litván nyelv (litvánul: lietuvių kalba) Litvánia hivatalos nyelve, amelyet körülbelül 3 millió litván beszél anyanyelveként, közülük kb. 2,8 millióan élnek az ország területén belül.
Vezetéknevüket másképp írják a férfiak, a lányok és a férjezett asszonyok. Példának a "Rutkauskas" nevet vesszük, mely lányok esetében Rutkauskaitė, asszonyoknál Rutkauskienė. A szó végi "e" betű felett egy pont található ékezetként.

## Története
A litván máig őrzi az indoeurópai alapnyelv számos tulajdonságát, így mindig is az indoeurópai nyelvészet gyújtópontjában állt. Egyes nyelvészek, például Szemerényi Oszvald feltételezik azt, hogy a balti nyelvek (és így a közéjük tartozó litván is) szorosabb rokonságban állnának a szláv nyelvekkel. Ez esetben lehetséges a balti szláv nyelvek csoportjáról beszélni, és feltételezhető, hogy azok csak később, az alapnyelvtől való elválás után bomlottak föl. A megállapítás azonban vitatható, mivel a letagadhatatlan archaizmusok léte ezt cáfolni látszik – a szláv és balti nyelveket ezért az indoeurópai nyelvcsalád külön alcsoportjainak vehetjük.

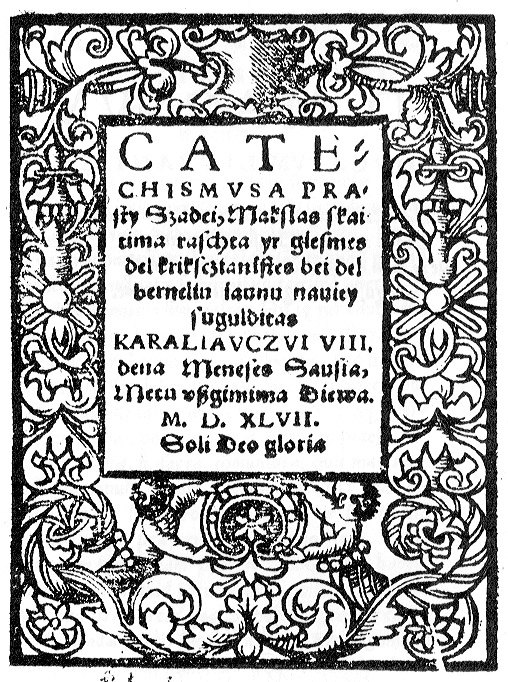
Az első litván könyv (1547)

Maguk a keleti balti nyelvek a nyugati balti nyelvektől i. sz. 400 és 600 között váltak el. A lett és a litván közti szakadás azonban csak 800 után indult el; ezután még hosszú ideig tulajdonképp mint egy nyelv két nyelvjárása kezelendők. A két nyelv közötti átmeneti nyelvjárások még a 14-15., sőt akár a 17. században is léteztek. Ugyanez a helyzet volt nyugat felől, ahol a litvánokkal rokon poroszok éltek, s amely felé szintén nagy volt a litván nyelvnek a hasonlósága. A nyelvek fejlődésére nagy hatással volt az, hogy a beszélők lakóhelyét a Német Lovagrend a 14. században elfoglalta. A porosz nyelv fokozatosan eltűnt, mert beszélői beolvadtak a németekbe. A lett nyelv fennmaradt, bár erősen hatott rá a német nyelv, mely a mai napig megmutatkozik. A litván nyelvet ellenben jelentős szláv hatás érte, előbb rutén nyelv részéről, mivel a litvánok egyidőben meghódították a mai Fehéroroszországot, Ukrajnát és a mai Oroszország nyugati területeit. A litván birodalomban a keleti szlávok nagy többséget alkottak, a litván vezetők felvették az ortodox kereszténységet és a rutén lett a hivatalos nyelv. A lengyel-litván perszonáluniók idején a vezetőréteg katolikus vallású és lengyelorientált lett, több litván nemes ellengyelesedett és a lengyel állam is folytatott asszimilációs törekvéseket Litvániában.
Az első litván nyelvű írott szövegemlék egy egyházi énekeskönyv fordítása, 1503 és 1525 közé datálva. Az első nyomtatott könyvek 1547 után jelentek meg, de az írástudás foka a litvánok soraiban még a 18. században is alacsony volt, a könyvek pedig nehezen beszerezhetőek voltak. Lengyelország felosztását követően Litvánia orosz uralom alá jutott, a lengyelesítést pedig a még erőszakosabb oroszosítás váltotta. 1864-ben, a januári felkelést követően a nyelvet és annak bármiféle formában való használatát betiltotta a Vilnai kormányzóság  főkormányzója, Mihail Muravjov, valamint a latin ábécé használata is hasonló sorsra jutott. A litván műveket ekkor Kelet-Poroszországból és az Amerikai Egyesült Államokból hozták be – illegálisan – az országba. A csempészek börtön fenyegette tevékenysége sokban erősítette a nemzeti mozgalmat, amely végül 1904-ben elérte a tiltás eltörlését.
A litván irodalmi nyelv megteremtésében jelentős részt vállalt Jonas Jablonskis (1860-1930). Az írott litván nyelv alapjai a 19. századba nyúlnak vissza, de Jablonskis Lietuviškos kalbos gramatika című kötete a fejlődés nélkülözhetetlen eszközének bizonyult a későbbiekben. A javaslata az irodalmi változatra a nyugati fellitván nyelvjáráson alapult.
A nyelv Litvánia hivatalos nyelvévé 1918-ban vált. A szovjet megszállás alatt emellé még az orosz is járult; sőt, mint a Szovjetunió államnyelve, elsőbbséget is élvezett. A litván nyelv helyzete az 1991-es újbóli függetlenné válással helyreállt.

## Hangtana és írása

### Magánhangzók
A litván írásban 12 magánhangzót különböztet meg. Az alapméretezett latin betűkhöz hozzáadható az ún. nosinė ékezet a hosszúság jelöléséhez. A helyesírás itt a nyelv egykori állapotára is utal, ugyanis ez eredetileg nem a magánhangzó hosszúságát, hanem annak orrhangú ejtését jelölte.
Ezenkívül hosszú magánhangzókat jelölnek még az y, ū, ė és o betűk is (utóbbi az esetek nagy részében). Az a és e betűkkel jelölt hangok hosszúsága a hangsúly függvényében változik.
Az írásban szerepel még 2, összetett magánhangzókat jelölő kétjegyű betű is (ie, uo), ezek viszont nem önálló tagjai az ábécének.
| Nagybetűs | A    | Ą  | E    | Ę  | Ė  | I | Į  | Y  | O    | U | Ų  | Ū  |
| Kisbetűs  | a    | ą  | e    | ę  | ė  | i | į  | y  | o    | u | ų  | ū  |
| IPA       | ɐ ɐˑ | ɐˑ | æ æˑ | æˑ | eˑ | i | iˑ | iˑ | oˑ o | u | uˑ | uˑ |

### Mássalhangzók
A litván nyelvben 45 mássalhangzó van, írásukhoz 20 mássalhangzót jelölő egyjegyű betűt, valamint három kétjegyű betűt (dz, dž, ch) használnak. A kétjegyű betűk nem részei az ábécének.
| Nagybetűs | B | C  | Č  | D | F | G | H | J | K | L | M | N | P | R | S | Š | T | V | Z | Ž |
| Kisbetűs  | b | c  | č  | d | f | g | h | j | k | l | m | n | p | r | s | š | t | v | z | ž |
| IPA       | b | ts | t͡ʃ | d | f | ɡ | ɣ | j | k | l | m | n | p | r | s | ʃ | t | ʋ | z | ʒ |

A 45 mássalhangzó közül 23 palatalizált (vagy lágy), 22 pedig nem palatalizált (vagy kemény). A mássalhangzók ,,lágy-kemény párokba" 
állíthatók (az egyetlen ,,páratlan hang" a mindig lágy j), és mivel a hangkörnyezetből szinte mindig megjósolható, hogy az adott ,,párnak" adott esetben melyik tagja ejtendő, ezért 23 betű elegendő a csaknem kétszer annyi mássalhangzó jelölésére.
Abban az esetben, amikor a hangkörnyezetből mégsem  egyértelmű a kiejtés, a litvánban egy ún. lágyjelet alkalmaznak (i). Ez a betű ilyenkor persze nem jelöl hangot.
A mássalhangzók helyes kiejtése nagyon fontos, hiszen olykor valamely lágy-kemény pár hangjait felcserélve különböző szavakat kaphatunk, pl. šuo - kutya, šiuo - ebben.

## Nyelvtan
- A litván nyelvben nincs semmilyen névelő.
- A litván főneveknek van nemük, de - eltérően például a némettől - ezt a szó végéből állapíthatjuk meg. Ha a szó -as, -is, -ys vagy -us végű, akkor hímnemű, ha -a vagy -e végű, akkor nőnemű. Néhány -is végű főnév szintén nőnemű (például moteris - anya, žuvis - hal), valamint van néhány rendhagyó végződésű szó (például vanduo - víz, šuo - kutya).
- A litván nyelvben 7 eset van: alany, tárgy, részes, birtokos, lokatív, instrumentális és megszólító.
- Az igék a végződés alapján háromfélék lehetnek: -a végű, -i végű és -o végűek.
- A litván személyekben az ő/ők esetben meg vannak különböztetve a nemek: jis/jie illetve ji/jos. Semlegesnem nincs.
- Az igék ragozása E/3 és T/3 esetben megegyezik.
- Ha egy csoport emberre kívánunk névmással hivatkozni, akkor a szabály a következő: ha legalább egy férfi van a társaságban, akkor a ji (hímnem) többes számot használjuk, nőnem csak nőkből álló társaság esetén.
- A létige ragozása rendhagyó:

|            | Egyes szám | Többes szám |
| ---------- | ---------- | ----------- |
| 1.személy  | Aš esu     | Mes esame   |
| 2. személy | Tu esi     | Jūs esate   |
| 3. személy | Jis/Ji yra | Jie/Jos yra |

- Birtokos névmások:

|                    | Egyes szám | Többes szám |
| ------------------ | ---------- | ----------- |
| 1. személy         | Mano       | Mūsų        |
| 2. személy         | Tavo       | Jūsų        |
| 3. személy, Hímnem | Jo         | Jų          |
| 3. személy, Nőnem  | Jos        | Jų          |

- Példa egy -a végű ige ragozására gyventi, gyvena, gyveno - élni, lakni:

|            | Egyes szám, jelen | Többes szám, jelen | Egyes szám, múlt | Többes szám, múlt | Egyes szám, jövő | Többes szám, jövő |
| ---------- | ----------------- | ------------------ | ---------------- | ----------------- | ---------------- | ----------------- |
| 1. személy | Aš gyvenu         | Mes gyvename       | Aš gyvenau       | Mes gyvenome      | Aš gyvensiu      | Mes gyvensime     |
| 2. személy | Tu gyveni         | Jūs gyvenate       | Tu gyvenai       | Jūs gyvenote      | Tu gyvensi       | Jūs gyvensite     |
| 3. személy | Jis/Ji gyvena     | Jie/Jos gyvena     | Jis/Ji gyveno    | Jie/Jos gyveno    | Jis/Ji gyvens    | Jie/Jos gyvens    |

- Példa egy -i végű ige ragozására turėti, turi, turėjo - birtokolni (to have):

|            | Egyes szám, jelen | Többes szám, jelen | Egyes szám, múlt | Többes szám, múlt | Egyes szám, jövő | Többes szám, jövő |
| ---------- | ----------------- | ------------------ | ---------------- | ----------------- | ---------------- | ----------------- |
| 1. személy | Aš turiu          | Mes turime         | Aš turėjau       | Mes turėjome      | Aš turėsiu       | Mes turėsime      |
| 2. személy | Tu turi           | Jūs turite         | Tu turėjai       | Jūs turėjote      | Tu turėsi        | Jūs turėsite      |
| 3. személy | Jis/Ji turi       | Jie/Jos turi       | Jis/Ji turėjo    | Jie/Jos turėjo    | Jis/Ji turės     | Jie/Jos turės     |

- Példa egy -o végű ige ragozására valgyti, valgo, valgė - enni:

|            | Egyes szám, jelen | Többes szám, jelen | Egyes szám, múlt | Többes szám, múlt | Egyes szám, jövő | Többes szám, jövő |
| ---------- | ----------------- | ------------------ | ---------------- | ----------------- | ---------------- | ----------------- |
| 1. személy | Aš valgau         | Mes valgome        | Aš valgiau       | Mes valgėme       | Aš valgysiu      | Mes valgysime     |
| 2. személy | Tu valgai         | Jūs valgote        | Tu valgei        | Jūs valgėte       | Tu valgysi       | Jūs valgysite     |
| 3. személy | Jis/Ji valgo      | Jie/Jos valgo      | Jis/Ji valgė     | Jie/Jos valgė     | Jis/Ji valgys    | Jie/Jos valgys    |

- A tőszámneveket 1 és 9 között is egyeztetni kell az őt követő főnévvel.
- Tőszámnevek 1-10:

|    | Hímnemű alak | Nőnemű alak |        |
| -- | ------------ | ----------- | ------ |
| 1  | vienas       | viena       |        |
| 2  | du           | dvi         |        |
| 3  | trys         | trys        | trys   |
| 4  | keturi       | keturios    |        |
| 5  | penki        | penkios     |        |
| 6  | šeši         | šešios      |        |
| 7  | septyni      | septynios   |        |
| 8  | aštuoni      | aštuonios   |        |
| 9  | devyni       | devynios    |        |
| 10 | dešimt       | dešimt      | dešimt |

- Mint az látható, a három és a tíz tőszámnévnek csak egy alakja van, de itt is lehetnek olyan esetek, amikor van külön nemű alakjuk, pl.: trys DE treji (hímn.) és trejos (nőn.).
- A sorszámnevek képzése egyszerű, csak a -tas, -ta utótagot kell a tőszámnévhez tapasztani, pl.: penktas, penkta stb.
- De a sorszámnevek képzése 1-4 között eltér, képzésük az alábbiak szerint történik:

|          | Hímnemű alak | Nőnemű alak |
| -------- | ------------ | ----------- |
| első     | pirmas       | pirma       |
| második  | antras       | antra       |
| harmadik | trečias      | trečia      |
| negyedik | ketvirtas    | ketvirta    |

- A litvánban nincs külön kérdőszórend, egyetlen megkötés, hogy a kérdőmondatot mindig a kérdőszóval vezetjük be.
- Kérdőszavak rendszere meglehetősen bonyolult, az alábbiakban a fontosabbakat közöljük:
  - Kas? - Ki?, Mi?
  - Ko? - Ki?, Mi? Abban tér el az előzőtől, hogy akkor használjuk, ha arra kérdezünk rá, hogy ki/mi hiányzik, nincs valahol, vagy nem létezik; a válaszban mindig GENITIVUS-t használunk.
  - Ką? - Mi? Akkor használjuk, ha egy direkt tárgyra kérdezünk rá; a válaszban mindig ACCUSATIVUS-t használunk.
  - Koks?,Kokia? - Mi? (hímnemű és nőnemű alakok) Abban az esetben használjuk, ha valaminek a karakterisztikájára kérdezünk rá, ilyenkor nemben is egyeztetni kell.
  - Kieno? - Kié? A válasz lehet egyszerűen csak egy birtokos névmás is, pl.: mano - enyém, tavo - tied, stb.
  - Kada? - Mikor?
  - Kaip? - Hogyan?
  - Kur? - Hol? A válaszban mindig LOCATIVUS-t használunk.
  - Iš kur? - Honnan? A válaszban mindig GENITIVUS-t használunk.
  - Ar? - Eldöntendő kérdéseket vezetjük be vele.

## Szakirodalom
- Bojtár Endre: Kevés szóval litvánul (1985)
- Bojtár Endre: Litván kalauz (tanulmányok, 1990)
- Bojtár Endre: Litván-magyar szótár – Lietuviu-vengru kalbu zodynas (2007)